# Marta
Marta település Olaszországban, Viterbo megyében. Lakosainak száma 3238 fő (2023. január 1.). Marta Montefiascone, Tuscania, Viterbo és Capodimonte községekkel határos.

## Népesség
A település népességének változása:
| Lakosok száma | 3440 | 3416 | 3238 |
|               | 2017 | 2018 | 2023 |